# Lachnoptera
Lachnoptera is een geslacht van vlinders van de familie van de Nymphalidae, uit de onderfamilie van de Heliconiinae. De wetenschappelijke naam en de beschrijving van dit geslacht zijn voor het eerst gepubliceerd in 1847 door Edward Doubleday.
De twee soorten in dit geslacht komen alleen voor in het Afrotropisch gebied.

## Soorten
- Lachnoptera anticlia (Hübner, 1819)
- Lachnoptera ayresii Trimen, 1879
- Lachnoptera iole Fabricius, 1781